# Iker Iturbe Martínez de Lecea
Iker Iturbe Martínez de Lecea (Vitòria, 10 de juliol de 1976), és un exjugador de bàsquet basc. Jugava com a aler pivot.

## Carrera esportiva
El seu primer equip fou l'Ikastola Ola-Bide Vitoria. Des de l'any 1992 fins al 1998 es formà com a jugador als Estats Units per tornar a la Lliga ACB en la temporada 98/99 i ser jugador del Reial Madrid durant quatre anys i del Club Baloncesto Estudiantes fins al 2007. La seva següent destinació va ser Itàlia, jugant per a l'UPIM Bologna, però l'aventura va ser curta perquè el febrer de 2008 torna al Reial Madrid per cobrir la baixa de Venson Hamilton, debutant durant la Copa del Rei que se celebra a Vitòria.
El seu germà Antxon Iturbe també és jugador de bàsquet i ha militat, entre d'altres, al Gijón Baloncesto, Melilla Bàsquet i Vila de los Barrios.

### Trajectòria
- Universitat de Clemson - (NCAA, EUA): 1994-1998
- Real Madrid CF - (ACB, Espanya): 1998-2002
- Estudiantes - (ACB, Espanya): 2002-2007
- UPIM Bologna - (Lega, Itàlia): 2007-2008
- Real Madrid CF - (ACB, Espanya): 2008
- Estudiantes - (ACB, Espanya): 2008-2010

## Palmarès

### Campionat Estatal
- Real Madrid CF: 1999-2000

### Campionats Internacionals
- Campionat d'Europa Juvenil de bàsquet - 1993. Medalla d'argent.
- Campionat d'Europa Júnior de bàsquet - 1994. Medalla de bronze.
- Campionat del Món Júnior de bàsquet - 1995. Medalla de bronze.
- Jocs del Mediterrani - 1997. Medalla d'or.

### Selecció
- 27 vegades internacional amb la Selecció espanyola absoluta.
- 5 vegades internacional amb la selecció Promeses.
- 10 vegades internacional amb la selecció sub23.
- 30 vegades internacional amb la selecció Júnior.
- 18 vegades internacional amb la selecció Juvenil.